# Phthiria laeta
Phthiria laeta är en tvåvingeart som beskrevs av Mario Bezzi 1921. Phthiria laeta ingår i släktet Phthiria och familjen svävflugor. Inga underarter finns listade i Catalogue of Life.